# Keramoti
Keramoti (in greco Κεραμωτή?) è un ex comune della Grecia nella periferia della Macedonia orientale e Tracia di 6.039 abitanti secondo i dati del censimento 2001.
È stato soppresso a seguito della riforma amministrativa detta Programma Callicrate in vigore dal gennaio 2011 ed è ora compreso nel comune di Nestos (Tracia).